# Richard Sears

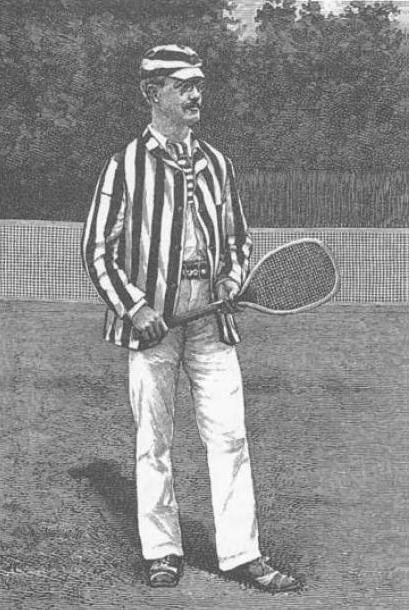
Richard Sears

Richard Sears, fullständigt namn Richard "Dick" Dudley Sears, född 16 oktober 1861, Boston, Massachusetts, USA, död 8 april 1943, var en amerikansk högerhänt tennisspelare.

## Tenniskarriären
Richard Sears blev 1881 den förste vinnaren av singeltiteln i amerikanska tennismästerskapen (senare US Open). Mästerskapen spelades vid denna tid på gräsbanorna vid Newport Casino, Newport, Rhode Island. Vid denna första turnering deltog 21 spelare. Sears vann alla sina matcher utan setförlust, finalen mot engelsmannen William Glyn (6-0, 6-3, 6-2). Han upprepade sin bedrift de följande sex åren, varvid han i finalerna varje år mötte och besegrade olika spelare, däribland landsmännen Clarence Clark och James Dwight. Båda dessa spelare, men första hand Dwight, var också hans dubbelpartners i turneringen från 1882. Det året vann Sears och Dwight dubbeltiteln i amerikanska mästerskapen, varefter de två upprepade bedriften ytterligare fyra gånger, den sista triumfen kom 1887, efter vilken Sears upphörde med tennisspel. År 1885 vann Sears dubbeltiteln tillsammans med Clark. 
De första tre åren spelades amerikanska mästerskapen som nutida turneringar, det vill säga att alla deltog i de olika spelomgångarna och eliminerades vartefter fram tills två återstående spelare möttes i finalen. Från 1884 infördes systemet med All Comers Round och Challenge Round efter mönster från Wimbledonmästerskapen. Regerande mästare behövde då bara försvara sin titel i en enda finalmatch, medan övriga deltagare tvingades kvalificeringsspela om rätten att utmana mästaren. Under hela perioden 1881-1887 vann Sears 18 matcher i mästerskapen, vilket var rekord fram till 1922 då Bill Tilden vann sin 19:e match i turneringen.    
År 1884 reste Sears till Europa tillsammans med James Dwight. De båda träningsspelade mot de engelska bröderna Renshaw (Ernest och William) och lärde sig bland annat att serva över huvudet. Av Herbert Lawford lärde de sig att slå överskruvade forehandslag. Amerikanerna lyckades dock aldrig besegra engelsmännen.

## Spelaren och personen
Richard Sears brukade enligt samtida fotografier uppträda i randig kavaj och keps under sina matcher. Han var vid tiden för sin första seger i US Open en 19-årig Harvard-student, och hade som mentor för sitt tennisspel James Dwight. Sears tillhörde de tidigaste amerikanska tennispionjärerna som använde en något hemmagjord teknik, anpassad till den dåtida varianten av tennisplan och nät. Vid den tiden (1881) var nätstolparna fortfarande cirka 121 cm (fyra fot) höga (mot nutidens 107 cm), medan nätets mitt var (som i dag) cirka 91 cm högt. Detta medförde att spelarna försökte undvika grundslag över nätets högre delar och framtvingade en spelteknik med attackerande volley och placering av bollarna omväxlande i motståndarens forehand- och backhandhörn. Sears har själv sagt att just denna teknik passade honom utmärkt, även om han inte hade svårigheter att vinna sina matcher även senare, från 1883, när nätets höjd ändrats till den som gäller i dag.      
Efter avslutad tenniskarriär ägnade sig Sears åt Court Tennis (se Real tennis) och blev amerikansk mästare i detta spel 1892.
Under perioden 1887-88 var han president i det Amerikanska tennisförbundet (USTA).
Richard Sears upptogs 1955 i International Tennis Hall of Fame.

## Grand Slam-titlar
- Amerikanska mästerskapen
  - Singel - 1881, 1882, 1883, 1884, 1885, 1886, 1887
  - Dubbel - 1882, 1883, 1884, 1885, 1886, 1887